# Zyon Pullin

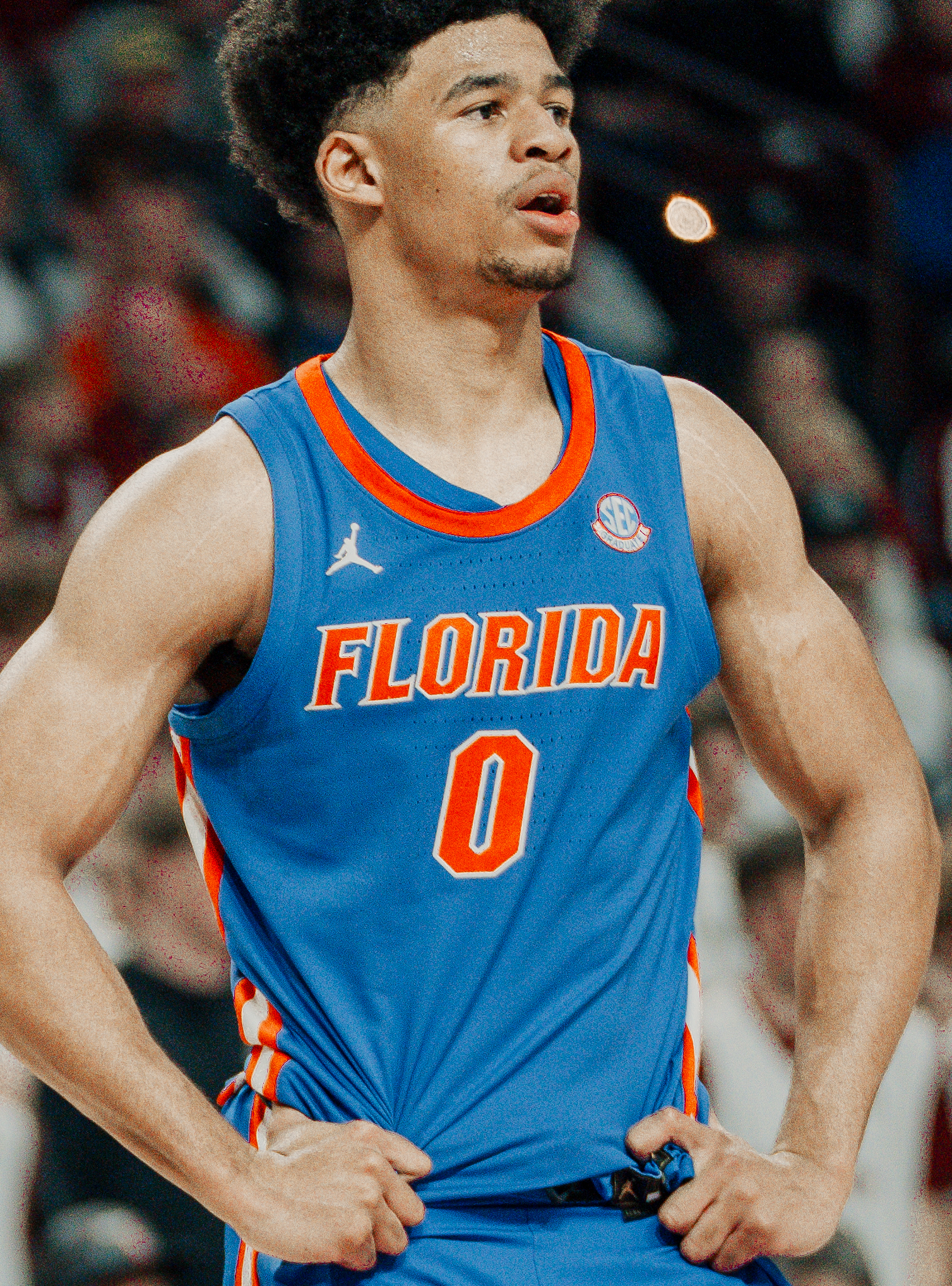
Zyon Pullin, 2024.

Zyon Pullin, född 3 mars 2001 i Pleasant Hill i Kalifornien, är en amerikansk professionell basketspelare (PG) som spelar för Memphis Grizzlies i National Basketball Association (NBA).
Han blev aldrig NBA-draftad.
Innan Pullin blev proffs studerade han först på University of California, Riverside och spelade för deras idrottsförening UC Riverside Highlanders. Pullin blev senare överförd till University of Florida för spel i Florida Gators.